# Pomadasys
Genre
Pomadasys est un genre de poissons de la famille des Haemulidae.

## Espèces
Selon World Register of Marine Species (21 octobre 2014) :
- Pomadasys aheneus McKay & Randall, 1995
- Pomadasys andamanensis McKay & Satapoomin, 1994
- Pomadasys argenteus (Forsskål, 1775)
- Pomadasys argyreus (Valenciennes, 1833)
- Pomadasys auritus (Cuvier, 1830)
- Pomadasys bayanus Jordan & Evermann, 1898
- Pomadasys bipunctatus Kner, 1898
- Pomadasys branickii (Steindachner, 1879)
- Pomadasys commersonnii (Lacepède, 1801)
- Pomadasys corvinaeformis (Steindachner, 1868)
- Pomadasys crocro (Cuvier, 1830)
- Pomadasys empherus Bussing, 1993
- Pomadasys furcatus (Bloch & Schneider, 1801)
- Pomadasys guoraca (Cuvier, 1829)
- Pomadasys incisus (Bowdich, 1825)
- Pomadasys jubelini (Cuvier, 1830)
- Pomadasys kaakan (Cuvier, 1830)
- Pomadasys laurentino (Smith, 1953)
- Pomadasys macracanthus (Günther, 1864)
- Pomadasys maculatus (Bloch, 1793)
- Pomadasys multimaculatus (Playfair, 1867)
- Pomadasys olivaceus (Day, 1875)
- Pomadasys panamensis (Steindachner, 1876)
- Pomadasys perotaei (Cuvier, 1830)
- Pomadasys punctulatus (Rüppell, 1838)
- Pomadasys quadrilineatus Shen & Lin, 1984
- Pomadasys ramosus (Poey, 1860)
- Pomadasys rogerii (Cuvier, 1830)
- Pomadasys schyrii Steindachner, 1900
- Pomadasys striatus (Gilchrist & Thompson, 1908)
- Pomadasys stridens (Forsskål, 1775)
- Pomadasys suillus (Valenciennes, 1833)
- Pomadasys taeniatus McKay & Randall, 1995
- Pomadasys trifasciatus Fowler, 1937
- Pomadasys unimaculatus Tian, 1982

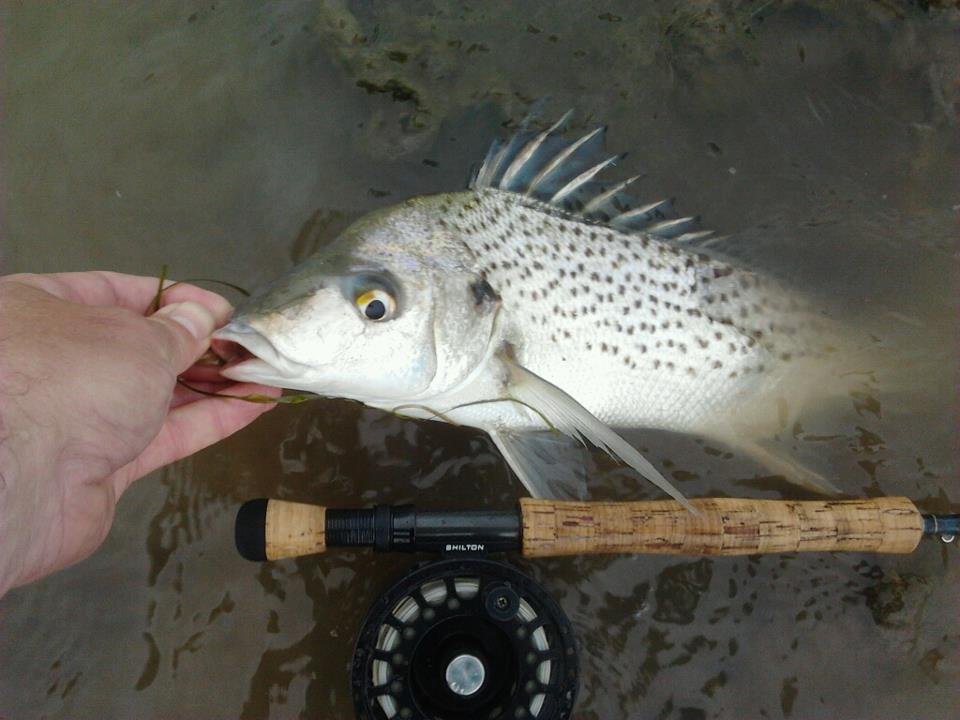
Pomadasys commersonnii
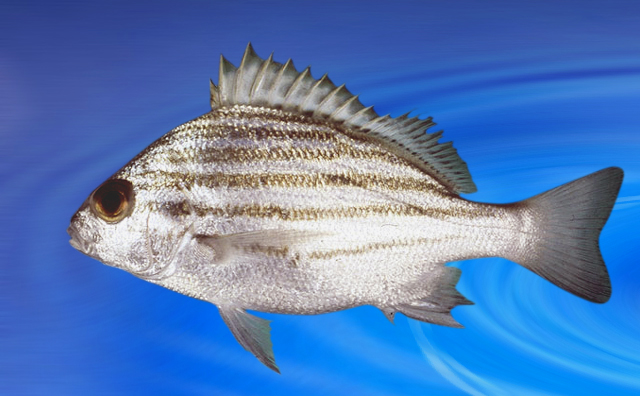
Pomadasys furcatus
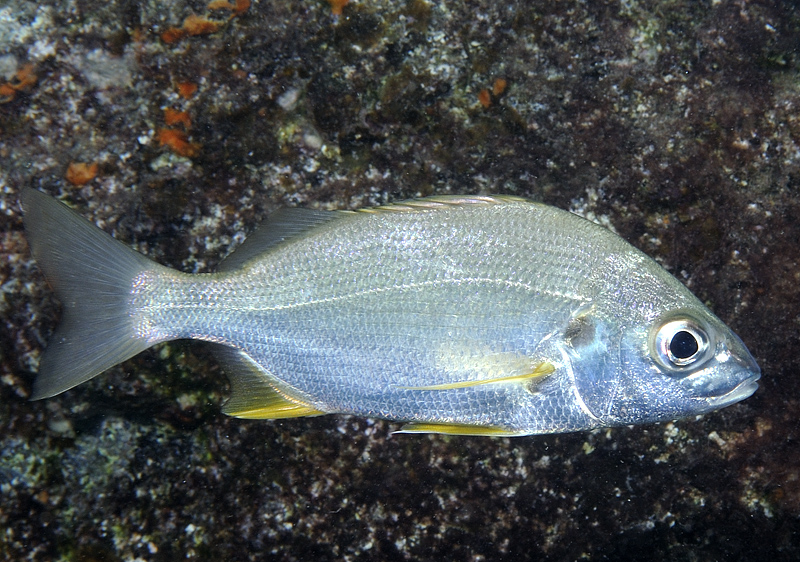
Pomadasys incisus
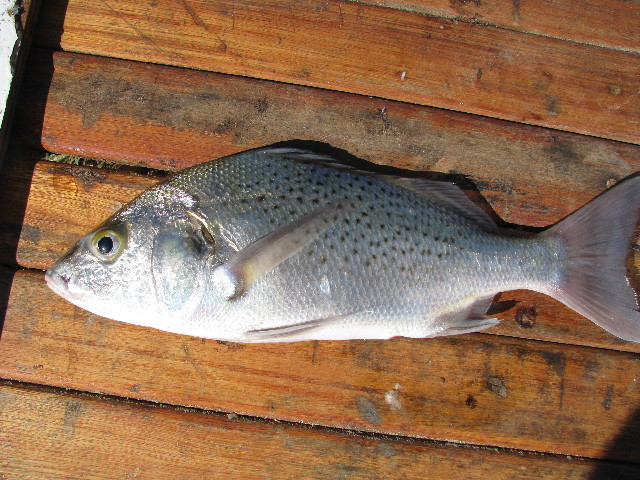
Pomadasys jubelini
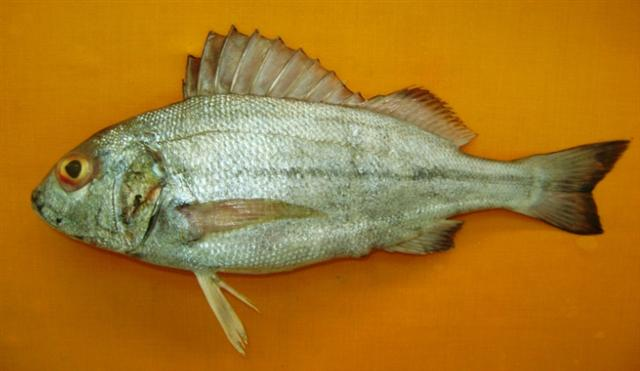
Pomadasys stridens